# Schlacht bei Dara
Mesiche – Edessa – Satala – Maranga – Dara – Melitene – Solachon – Jerusalem – Konstantinopel – Ninive
Die Schlacht von Dara im Norden Mesopotamiens im Jahre 530 markierte einen Sieg des Oströmischen Reiches unter Justinian I. über den Sassanidenkönig Kavadh I. Keiner der beiden Herrscher nahm persönlich an der Schlacht teil.

## Vorgeschichte
Dara (Daras) war eine strategisch bedeutende römische Festung bei Nisibis, die in den römisch-persischen Kriegen des 6. Jahrhunderts immer wieder umkämpft war. Kaiser Anastasios I. hatte den Ort ab 506 unter Verletzung älterer Verträge mit den Sassaniden stark ausbauen lassen. Im Jahr 526 brach wieder einmal zwischen den beiden Reichen ein Krieg aus, der sich unter anderem daran entzündete, dass der persische Großkönig versucht hatte, im Reich von Iberien (im heutigen Georgien) die zoroastrische Lehre durchzusetzen. Ein erster oströmischer Feldzug gegen Persien im Jahre 529 scheiterte. 
Im folgenden Jahr befahl der Perserkönig einen Großangriff auf Dara, um den Krieg zu entscheiden. Justinians Feldherr Belisar, der neue magister militum per Orientem, entschloss sich daher zu einem erneuten Feldzug zur Abwehr der persischen Offensive, obwohl er mit seinen gut 25.000 Mann, darunter neben Römern auch hunnische und herulische Kavallerie, den 40.000 Persern, die unter dem Kommando des Ferouz (Peroz) standen, zahlenmäßig deutlich unterlegen war. Allerdings bestand ein Großteil der persischen Armee aus offenbar recht kampfschwachen Fußtruppen. Es ging dem oströmischen Heer darum, die Festung Dara, deren Befestigungen sich gerade im Ausbau befanden und nicht verteidigungsbereit waren, zu schützen. Belisar bezog daher notgedrungen nicht in Dara Stellung, sondern stellte seine Truppen vor der Stadt auf und ließ im Vorfeld tiefe Gräben anlegen, um die Kampfhandlungen auf einige Punkte zu beschränken und so seine zahlenmäßige Unterlegenheit auszugleichen. Dieses Verfahren war im spätantiken Nahen Osten nicht unüblich, barg aber auch Risiken, da es die Bewegungsfreiheit der eigenen Armee einschränkte.

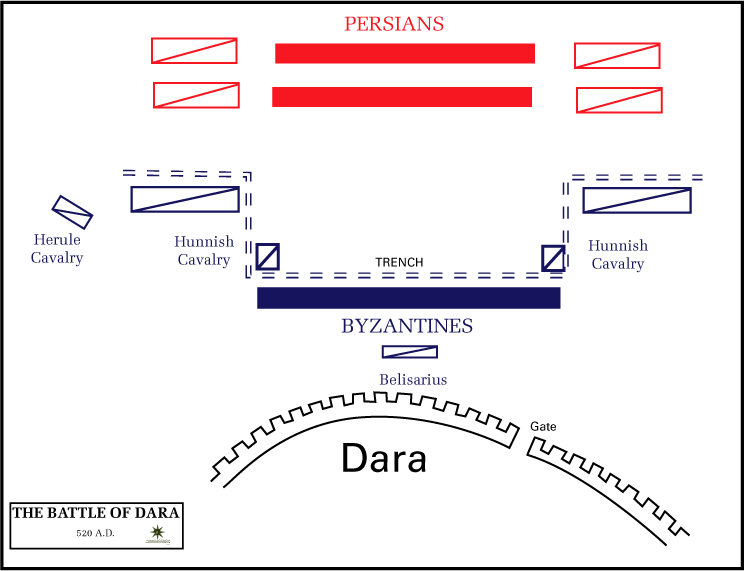
Aufstellung der beiden Heere, wobei Belisar auch verschiedene fremde Truppen zum Einsatz brachte, u. a. Hunnen.

## Die Schlacht
Die Schlacht von Dara zog sich über zwei Tage hin. Am ersten Tag versuchten die Perser eine Attacke auf den rechten römischen Flügel, wo die föderierten Reitertruppen der Heruler standen; diese wichen zwar zunächst zurück, konnten dann aber zu einem Gegenangriff ansetzen, ohne eine Entscheidung zu erzwingen. Am zweiten Tag trafen bei den Persern weitere 10.000 Mann Verstärkung aus Nisibis ein. Belisar gelang es aber, die Perser in einem Zangenangriff einzuschließen, an dem auf dem einen Flügel die hunnischen Truppen beteiligt waren, auf dem anderen Flügel, vor den Persern bis dahin durch einen Hügel verdeckt, oströmische Reiterei. Diese brachte, aus dem Hinterhalt hervorbrechend, die Entscheidung. Zwar gelang es den Persern noch, den Truppen Belisars durch den Einsatz ihrer Elitetruppen empfindliche Verluste beizubringen, doch konnte dies am Ausgang der Schlacht nichts mehr ändern. Die überlebenden persischen Truppen zogen ab, während über 5.000 Perser tot auf dem Schlachtfeld blieben. Die Zahl der oströmischen Opfer ist unbekannt.

## Folgen
Dies war der erste bedeutende römische Sieg über die Perser in offener Feldschlacht seit fast 100 Jahren. Für Justinian bedeutete dieser Erfolg einen großen Prestigegewinn, den der Kaiser durch Denkmäler und Siegesgedichte verbreiten ließ. Mit dem Sieg war die römische Herrschaft über wichtige Teile des nördlichen Mesopotamien vorerst gesichert, auch wenn Belisar im folgenden Jahr in der Schlacht von Callinicum am Euphrat noch eine empfindliche Niederlage hinnehmen musste. 532 schlossen Römer und Perser einen Frieden auf der Grundlage des Status quo.
Der oströmische Geschichtsschreiber Prokop, der 530 als Sekretär im Stab Belisars diente, bietet im ersten Buch seiner Historien einen detaillierten, allerdings literarisch stark überformten Augenzeugenbericht über die Schlacht.
Siehe auch: Schlacht von Satala (530)